# Doba, Madžarska
Doba je vas na Madžarskem, ki upravno spada pod podregijo Ajkai Županije Veszprém.